# 連続体 (集合論)
数学の集合論における連続体（れんぞくたい、英: continuum）は、実数全体の成す集合あるいはそれに対応する基数 {\displaystyle {\mathfrak {c}}} を言う。
連続体濃度は実数全体の成す集合の大きさを表すものであり、連続体仮説は連続体濃度と自然数全体の成す集合の濃度 {\displaystyle \aleph _{0}} との間には別な濃度が存在しないことを述べたものである。

## 線型連続体
Raymond Wilder (1965) によれば集合 C と関係 < の組 (C, <) が線型連続体とは以下の四つの公理
- 全順序性: 集合 C は関係 < に関して線型順序付けられる。
- デテキント切断: [A, B] を C の切断とすると、A が最大元を持つか B が最小元を持つかの何れか一方のみが成り立つ。
- 可分性公理: C の空でない可算部分集合 S が存在して、x, y ∈ C が x < y を満たすならば常に適当な z ∈ S によって x < z < y とすることができる。
- 非有界性公理: C は最小元も最大元も持たない。

を満たすことを言う。これらの公理は実数直線の順序型を特徴づけるものである。